# Saint-Martin (Valais)
Saint-Martin (literalmente San Martín) es una comuna suiza del cantón del Valais, localizada en el distrito de Hérens. Limita al norte con la comuna de Mont-Noble, al este con Anniviers, al sur con Evolène, y al occidente con Hérémence y Vex.
Situada en el corazón del Valle de Herens, la comuna de St-Martin se compone de varias aldeas y caseríos, ocupando ambas laderas del valle. 

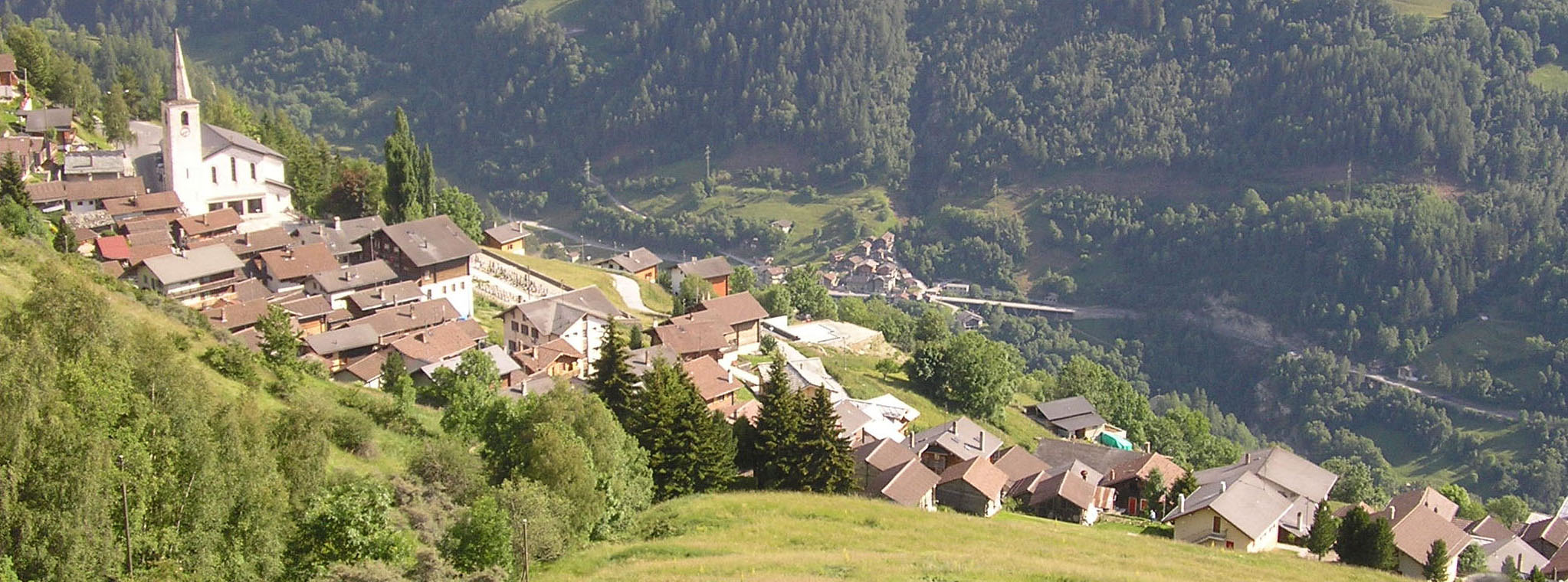
Saint-Martin, en la parte inferior del Val d'Hérens.